# 해남 대흥사 천불상
해남 대흥사 천불상(海南 大興寺 千佛像)은 전라남도 해남군 삼산면 구림리, 대흥사에 있는 천불상이다. 1974년 9월 24일 전라남도의 유형문화재 제52호로 지정되었다.

## 개요
전라남도 해남에 있는 대흥사 천불전(千佛展)은 순조 11년(1811)에 화재로 없어진 것을 1813년에 다시 지은 것이다.
천불전에는 중앙에 나무로 만든 삼존불상과 뒤쪽에 옥돌로 만든 천불이 모셔져 있다. 천불이란 과거에도 천불·현재에도 천불·미래에도 천불이 있다는 것으로, 언제 어디서나 부처님이 존재하며 누구나 부처가 될 수 있고 부처의 은혜를 받을 수 있다는 사상을 나타낸 것이다.

## 같이 보기
- 해남 대흥사 천불전(보물 제1807호)

## 참고 자료
- 대흥사천불상 - 국가유산청 국가유산포털